# L’Hospitalet-près-l’Andorre
L’Hospitalet-près-l’Andorre ist eine französische Gemeinde mit 95 Einwohnern (1. Januar 2022) im Département Ariège in der Region Okzitanien (bis 2015 Midi-Pyrénées). Sie gehört zum Arrondissement Foix und zum Gemeindeverband Haute Ariège.

## Geografie
Die Gemeinde L’Hospitalet-près-l’Andorre liegt in den Pyrenäen, 17 Kilometer südlich des Kurortes Ax-les-Thermes. L’Hospitalet ist die südlichste und mit 1440 m über dem Meer auch die am höchsten gelegene Gemeinde des Départements Ariège.
Das Gemeindegebiet erstreckt sich beiderseits des Flusses Ariège in den Pyrenäen. Es grenzt im Süden an das Département Pyrénées-Orientales und im Südwesten an den Zwergstaat Andorra.
Westlich und östlich des Ariègetales hat das Gebiet der Gemeinde einen ausgeprägten Hochgebirgscharakter mit mehreren Gipfeln über 2000 m Höhe.
Zu diesen gehören:
| westlich des Ariègetales - Roc de Carroux 2150 m - Pic de Nérassol 2633 m - Pic de Regalecio 2569 m östlich des Ariègetales - Tos Bessateil 2362 m | an der nördlichen Gemeindegrenze - Pic de l’Albe 2764 m - Pic d’Escobes 2779 m - Tose de Pédourrés 2468 m an der südlichen Gemeindegrenze - Pic de Querforc 2583 m - Pic de la Cabanetta 2818 m - Roc Mélé 2811 m - Cap de la Cometa del Forn 2697 m |

Zwischen den Gipfellagen bestimmen Felsformationen, Mulden mit kleinen Seen (Étang du Siscar, Étang de Pédourrés), Bergweiden und Geröllfelder die Landschaft. Die Seen fließen über Gebirgsbäche (Ruisseau du Siscar, Ruisseau de Val d’Arques, Ruisseau des Bésines) teilweise über Kaskaden zur Ariège.
Der Waldanteil in der Gemeinde beläuft sich nur auf etwa 10 %. Der gemeindeeigene Forêt Domaniale de l’Hospitalet liegt im Tal der Ariège und an dessen Hängen; weite Teile des Gemeindegebietes liegen oberhalb der Baumgrenze.
Die Bergregionen der Gemeinde sind nicht durch Straßen erschlossen, es gibt lediglich Pfade und Wanderwege – unter anderem führt der Fernwanderweg GR 10 durch das Gebirge.
L’Hospitalet-près-l’Andorre grenzt im Norden und Osten an Mérens-les-Vals, im Süden an Porté-Puymorens in der Region Okzitanien sowie im Westen an Canillo in Andorra.

## Geschichte
Der seit 1928 offizielle Name L’Hospitalet-près-l’Andorre (1793 nur L’Hospitalet, 1801 L’Hospitales) heißt frei übersetzt (Das) Hospital nahe Andorra. Hospital steht dabei für Zuflucht bzw. Refugium oder Hospiz. Im Ort fanden Reisende Schutz vor Stürmen und Kälte, die auf dem Weg nach Süden die verschneiten Pässe in den Pyrenäen nicht überqueren konnten.
Nach einer alten Überlieferung schwor ein Ritter namens Enveight im Jahr 1003, vor dem wegen Unwetter unpassierbaren 1920 m hohen Col de Puymorens ein Hospiz erbauen zu lassen. Daraufhin begann der Bau des Oratoriums Sainte-Suzanne. Die Kapelle nahe der Brücke über die Ariège ist in der Grundform noch heute erhalten. Die Heilige Susanne war fortan Schutzpatronin der Gemeinde, an deren Feiertag, dem 11. August, jedes Jahr das Dorffest gefeiert wird.
Die Pilger und Reisenden wurden im Mittelalter vom Orden der Johanniter betreut.
Im Jahr 1791 wurde die Gemeinde L’Hospitalet-près-l’Andorre gebildet, nachdem der Ort lange einen Teil von Mérens-les-Vals bildete. Im 17. Jahrhundert wurde die Kirche Sainte-Suzanne errichtet und ein separater Friedhof angelegt. Die 164 kg schwere Kirchenglocke stammt ebenfalls aus dem 17. Jahrhundert.
1793 war das Gebiet um L’Hospitalet Schauplatz von Kämpfen zwischen Nationalgardisten und spanischen Truppen, auch in der Folgezeit, während der Napoleonischen Kriege (1811–1812) kam die Gegend nicht zur Ruhe.
L’Hospitalet war bis zum Bau der Eisenbahnlinie Endpunkt der Straße von Toulouse durch das Ariègetal. Hier wurden die Pferde der Kutschen gewechselt für den beschwerlichen Aufstieg zum Col de Puymorens. Am 1. Oktober 1898 wurde die Postkutschen-Verbindung nach Spanien eröffnet. Am 4. Januar 1895 sowie am 16. und 25. Dezember 1906 waren viele Opfer bei schweren Lawinenunglücken zu beklagen.
Am 20. Oktober 1908 wurde ein kleines Wasserkraftwerk sowie die Zollstation an der Grenze zu Andorra in Betrieb genommen.
Im Jahr 1896 zählte man in L’Hospitalet 28 Häuser mit 34 Haushalten und 139 Einwohner.

### Ausbau der Verkehrsverbindungen
1933 wurde die Straße über den Pas de la Casa, den Col d’Envalira und den Wintersportstandort Soldeu nach Andorra la Vella befestigt; sie wird seit 1973 auf französischem Gebiet als N 22 bezeichnet.
Die häufig langen Wintersperren über den Col de Puymorens in Richtung Têt-Tal bzw. nach Puigcerdà in Spanien (Europastraße 9 Orléans–Barcelona) machte den Bau eines Tunnels erforderlich. Der 4820 m lange mautpflichtige Puymorens-Straßentunnel (Tunnel du Puymorens) wurde im Jahr 1994 eröffnet. Damit war eine ganzjährige Überquerung des Pyrenäenhauptkammes möglich.

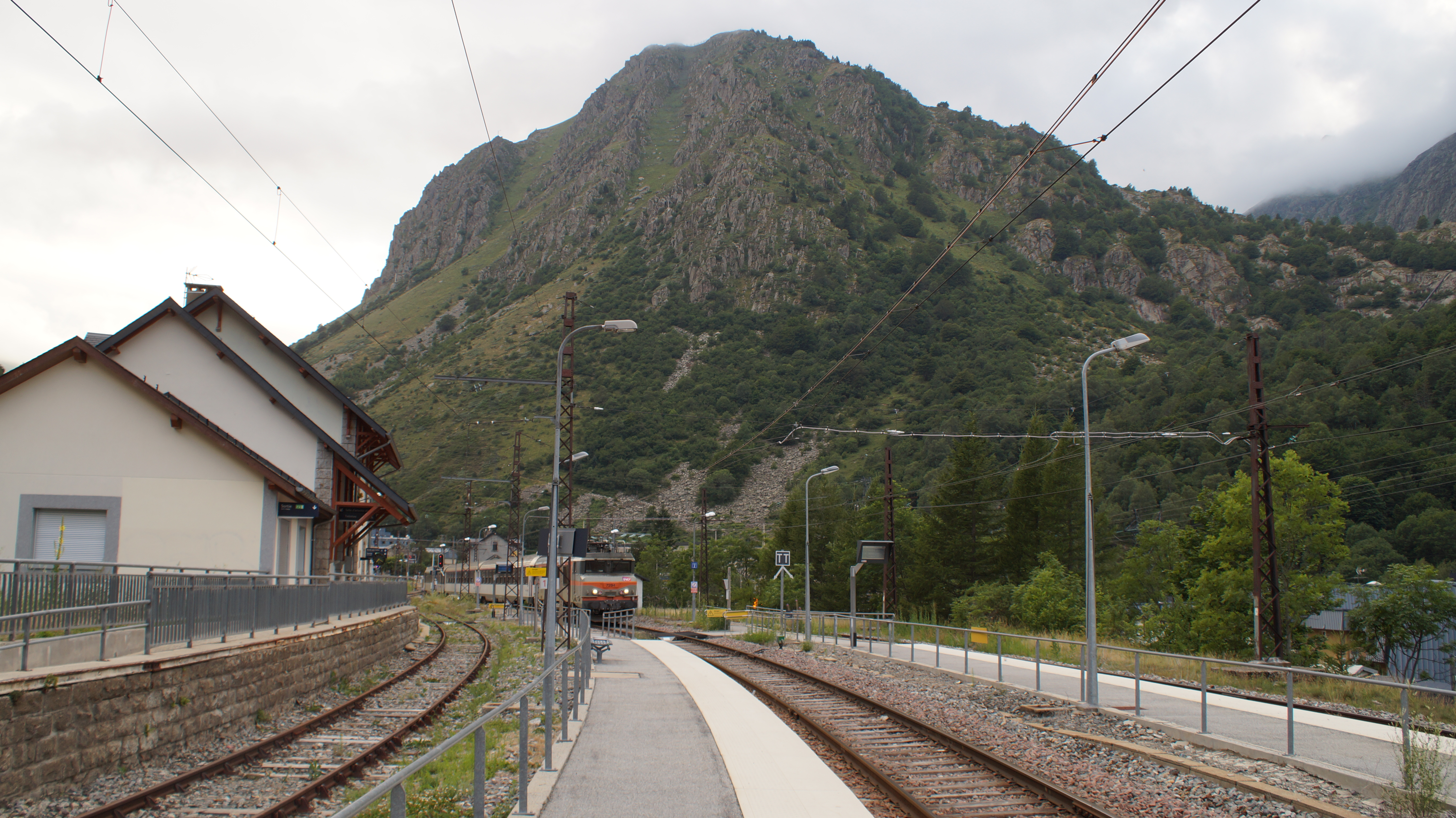
Bahnhof L’Hospitalet

Der Bau der Eisenbahnlinie durch die Pyrenäen (Oriental Transpyrenees) dauerte fast 80 Jahre. Der Abschnitt Toulouse–Foix wurde am 7. April 1862 fertiggestellt. Südlich von Foix – der Ariège aufwärts folgend – wurde das Gelände zunehmend schwieriger, sodass viele künstliche Bauten erforderlich wurden. Neben einigen Viadukten verlängerten vor allem die Tunnel die Bauzeit. Nachdem der Staat das Projekt übernommen hatte, dauerte es weitere 15 Jahre, bis die Kleinstadt Tarascon-sur-Ariège erreicht wurde und die Strecke am 20. August 1877 eröffnet werden konnte. Am 22. April 1888 erhielt schließlich der Kurort Ax-les-Thermes seinen Bahnanschluss. Die Arbeiten kamen dann für zehn Jahre zum Erliegen. Im Jahr 1904 unterzeichneten Frankreich und Spanien ein Verkehrsabkommen, das unter anderem die Verlängerung und Elektrifizierung der Bahnlinie über den französischen Grenzbahnhof Latour-de-Carol - Enveitg bis zur vorläufigen Endstation Puigcerdà zum Inhalt hatte. Die letzten beiden Hindernisse bis zur endgültigen Fertigstellung im Jahr 1929 bildeten der 5000 m lange Tunnel unter dem Col de Puymorens und der 1800 m lange Kehrtunnel Saillens nordöstlich von L’Hospitalet, der 66 Höhenmeter überwindet. Auch der 1226 m lange Tunnel de Barthe-Espresso unmittelbar nördlich des Bahnhofes von L’Hospitalet dient mit seinem weiten Kurvenradius der künstlichen Streckenverlängerung und damit dem Ziel, die Steigung zu verringern.

### Bevölkerungsentwicklung
| Jahr      | 1962 | 1968 | 1975 | 1982 | 1990 | 1999 | 2007 | 2019 |
| Einwohner | 193  | 161  | 186  | 171  | 146  | 166  | 98   | 102  |

In den Jahren 1911 und 1962 wurden mit jeweils 193 Bewohnern die bisher höchsten Einwohnerzahlen ermittelt. Die Zahlen basieren auf den Daten von cassini.ehess und INSEE.

## Wirtschaft
Der Tourismus und das Transportgewerbe sind die wichtigsten Arbeitgeber in der Gemeinde. Die Landwirtschaft (Viehzucht, Käsereien) spielt nur noch eine untergeordnete Rolle.

## Belege
1. ↑  L’Hospitalet auf france-voyage.com. Abgerufen am 28. November 2012 (französisch).
2. ↑  Kehrtunnel Saillens auf en.structurae.decom. Abgerufen am 24. Dezember 2012.
3. ↑  L’Hospitalet-près-l’Andorre auf cassini.ehess
4. ↑  L’Hospitalet-près-l’Andorre auf INSEE